# MAPI (logiciel)
Pour les articles homonymes, voir MAPI.
Ne doit pas être confondu avec Internet Message Access Protocol.
MAPI (de l'anglais messaging application programming interface, MAPI) est un ensemble standardisé de fonctions de messagerie électronique, développé par Microsoft. Le but de ces fonctions est de pouvoir créer, manipuler, transférer et stocker des messages électroniques.